# Lysander Spooner
Lysander Spooner (ur. 19 stycznia 1808 r. w Athol, zm. 14 maja 1887 r. w Bostonie) – amerykański anarchoindywidualista, przedsiębiorca, prawnik, filozof polityczny, abolicjonista. Założyciel konkurencyjnego dla rządowego monopolu przedsiębiorstwa pocztowego American Letter Mail Company zdelegalizowanego w 1845 r. przez Kongres.

## Wczesne życie
Spooner urodził się 19 stycznia 1808 na farmie swojego ojca, niedaleko Athol w Massachusetts. Wychowywał się razem z ośmiorgiem rodzeństwa. Jego dziadek, Wing Spooner, walczył w wojnie o niepodległość Stanów Zjednoczonych.
Imię Lysander miało nawiązywać do spartańskiego admirała Lizandera. Starszy brat Lysandera otrzymał od matki imię Leander, które nawiązywało do mitycznego bohatera z mitu Hero i Leander.
W 1833 opuścił dom rodzinny by zamieszkać w Worcester, gdzie zaczął studiować prawo pod okiem Johna Davisa, przyszłego gubernatora i senatora. Gdy Davis był nieobecny, Spooner uczył się u Charlesa Allena, także senatora i sędziego przewodniczącego najwyższego sądu Massachusetts. Prawo Massachusetts w tamtych czasach wymagało by studenci prawa pracowali w biurze adwokackim trzy lata (po skończonej uczelni) zanim zostaną dopuszczeni do aplikacji.
Kariera pisarska Spoonera zaczęła się w tym samym czasie co prawnicza. Jego pierwszy esej The Deist's Immortality, and An Essay on Man’s Accountability For His belief, wydany w 1834, był krytyką chrześcijaństwa z perspektywy deizmu. Dwa lata później, Lysander postanowił wyjechać z Massachusetts, aby konkurować na rynku nieruchomości w Ohio. Jednak kariera spekulanta nieruchomości nie powiodła mu się i w 1840 powrócił na farmę ojca.

## American Letter Mail Company
W 1844 założył agencję pocztową o nazwie American Letter Mail Company. Miała ona stanowić alternatywne dla U.S. Post Office, która posiadała monopol na przesyłki pierwszej klasy. Przedsiębiorstwo Spoonera wydawało własne znaczki, zatrudniało pracowników i utrzymywało placówki pocztowe. W tamtych czasach poczta amerykańska narzucała bardzo duże stawki, dlatego firma Spoonera nie była jedyną, która powstała na fali sprzeciwu. Spierał się w tamtym czasie z izbą adwokacką stanu Massachusetts. W obronie swoich racji wydał pamflet zatytułowany „The Unconstitutionality of the Laws of Congress Prohibiting Private Mails” („Sprzeczność z Konstytucją ustaw zabraniających prywatnej poczty”).
Przedsiębiorstwo Spoonera początkowo realizowało trasę Boston–Nowy Jork, następnie zaś rozszerzyło ofertę na Filadelfię i Baltimore. Firma okazała się wielkim sukcesem, ale prawny spór z rządem wyczerpał finanse Spoonera. Nie mając nawet okazji domagać się swoich konstytucyjnych praw zamknął agencję w lipcu tego samego roku – po ośmiu miesiącach działalności.
Spooner nazywany jest ojcem trzy-centowych znaczków („Father Of The 3-cent Stamp”), ponieważ jako pierwszy wprowadził je do sprzedaży. Kongres USA uczynił to dopiero w 1851.

## Abolicjonizm
Spooner był zadeklarowanym abolicjonistą – swoje poglądy na ten temat wyłożył w dziele „The Unconstitutionality of Slavery” („Sprzeczność niewolnictwa z Konstytucją”). Sposób dowodzenia odróżniał go od zwolenników Williama L. Garrisona. Spooner, przede wszystkim, wskazywał na niezgodność istnienia niewolnictwa z obowiązującą konstytucją, podczas gdy zwolennicy Garrisona określali konstytucję jako „pakt z diabłem”. Dodatkowo, inaczej niż stronnictwo skupione wokół czasopisma „The Liberator”, Spooner zachęcał przeciwników niewolnictwa do zbrojnej insurekcji („To the Non-Slaveholders of the South”). Rozmyślania i dyskusje dotyczące problemu niewolnictwa skłoniły Spoonera do napisania znanej pracy „An Essay on the Trial by Jury”, poświęconej niezależności sądownictwa.
W czasie po wojnie secesyjnej, powstała praca „Natural Law or the Science of Justice”, w której Spooner przedstawił uzasadnienie wszystkich swoich poglądów społecznych w postaci teorii prawa naturalnego. Prawo to wyraża niezbywalność uprawnień jednostki oraz ich pierwszeństwo przed prawem pozytywnym. W całej koncepcji widoczne jest echo filozofii J. Locke’a. Murray N. Rothbard określił Spoonera jako „ostatniego z wielkich teoretyków prawa naturalnego pośród anarchistów, klasycznych liberałów czy teoretyków moralności w ogóle”.
Różne przemyślenia przeplatały się w życiu Spoonera z działalnością praktyczną. Będąc konsekwentnym w swoich poglądach, podczas Wojny Secesyjnej odmówił poparcia obydwu stronom – Południowi, ponieważ było winne towarowego niewolnictwa, i Północy, ponieważ była ona winna „płacowego niewolnictwa” (jak określał pracę najemną) – i ponadto dlatego, że zabraniała ona prawa do odłączania się oraz „wszelkich prawdziwie wolnych zrzeszeń”.

## Poglądy ekonomiczne
Spooner wierzył w ideę uspołecznienia banków i pieniądza, co miało zapobiec kryzysom nękającym dziewiętnastowieczną gospodarkę. Alternatywny system banków opierał się na tym, co Spooner określał jako „dolar inwestycyjny”, przez co rozumiał walutę, która służyłaby zwykłym ludziom i mogłaby być chroniona ich mieniem. Autor Konstytucji bez autorytetu chciał wprowadzić standard skorelowany z rzeczami o względnie niezmiennej wartości, którą widział nie w złocie, lecz w ziemi czy budynkach. Murray N. Rothbard podkreśla, że obecnie Spooner zostałby sklasyfikowany jako „dziwak pieniężny”, gdyż u podłoża jego teorii leży błędne zrozumienie natury pieniądza. W roku 1863 Spooner założył The Spooner Copyright Company, gdzie oferował usługi bankowe zgodne ze swoją teorią – nie znalazł jednak żadnego klienta.

## Publikacje
- The Deist's Immortality, and An Essay on Man’s Accountability For His belief (1834)
- To the Members of the Legislature of Massachusetts (1835)
- The Deist's Reply to the Alleged Supernatural Evidences of Christianity (1836)
- Constitutional Law, Relative to Credit, Currency, and Banking (1843)
- The Unconstitutionality of the Laws of Congress, Prohibiting Private Mails (1844)
- The Unconstitutionality of Slavery (1845, 1860)
- Poverty: Its Illegal Causes, and Legal Cure, Part 1 (1846)
- A Defense for Fugitive Slaves, Against the Acts of Congress of February 12, 1793 & September 18, 1850 (1850)
- Illegality of the Trial of John W. Webster (1850)
- Who Caused the Reduction of Postage? Ought He To Be Paid? (1850)
- An Essay on the Trial by Jury (1852)
- The Law of Intellectual Property (1855)
- A Plan for the Abolition of Slavery (and) To the Non-Slaveholders of the South (1858)
- Address of the Free Constitutionalists to the People of the United States (1860)
- A New System of Paper Currency (1861)
- Our Mechanical Industry, As Affected By Our Present Currency System: An Argument for the Author's New System of Paper Currency (1862)
- Articles of Association of the Spooner Copyright Company for Massachusetts (1863)
- Considerations for Bankers, and Holders of United States Bonds (1864)
- Letter to Charles Sumner (1864)
- No Treason (1867-1870); w Polsce wydana została tylko IV część, Bezprawna Konstytucja (Vancouver Kanada, 2008)
- Vices Are Not Crimes: A Vindication of Moral Liberty (1875)
- The Law of Prices: A Demonstration of the Necessity for an Indefinite Increase of Money (1877)
- Our Financiers: Their Ignorance, Usurpations and Frauds (1877)
- Gold and Silver as Standards of Value: The Flagrant Cheat in Regard to Them (1878)
- Universal Wealth Sown to be Easily Attainable, Part First (1879)
- Revolution: The Only Remedy for the Oppressed Classes of Ireland, England, and Other Parts of the British Empire, No. 1 (1880)
- Natural Law; or The Science of Justice: A Treatise on Natural Law, Natural Justice, Natural Rights, Natural Liberty, and Natural Society; Showing That All Legislation Whatsoever Is An Absurdity, A Usurpation, and A Crime. Part First (1882)
- A Letter to Thomas F. Bayard: Challenging His Right -- And That of All the Other So-Called Senators and Representatives in Congress -- To Exercise Any Legislative Power Whatever Over the People of the United States (1882)
- A Letter to Scientists and Inventors, on the Science of Justice, and Their Right of Perpetual Property in Their Disclosures and Inventions (1884)
- A Letter to Grover Cleveland, on His False Inaugural Address, The Usurpations and Crimes of Lawmakers and Judges, and the Consequent Poverty, Ignorance, and Servitude of the People (1886)